# ヴァレリー・ニポムニシ
ヴァレリー・クジミーチ・ニポムニシ（ロシア語: Валерий Кузьмич Непомнящий、ロシア語ラテン翻字: Valery Kuzmich Nepomnyashchy、1943年8月7日 - ）はロシア国籍の元サッカー選手、サッカー指導者。
カメルーン代表を指揮し1990年イタリアW杯でアフリカ勢初のベスト8に導き、アフリカサッカーの地位を向上させた人物。

## 来歴

### 現役時代
父親は第二次世界大戦で死亡、母親がアルタイ地方のスラブゴロドにあった軍需工場で働いていたときに生まれる。その後、兄を頼って移り住み最終的にはトルクメン・ソビエト社会主義共和国のセルダルで幼年期を過ごす。
16歳から本格的にサッカーを始め、1961年にトルクメン年代別代表に選ばれている。同年からSKIFアシガバートでプレーし、その後スパルタク・サマルカンド（PFCディナモ・サマルカンド）でフォワードとしてプレーするものの、腎臓に疾患が判明したため引退し指導者への道を歩む。

### 指導者初期
アシガバードのサッカースクールのコーチとして指導をし始め、1969年トルクメン州立大学卒業、1979年と1982年から1983年にはコルホーズ・アシガバード（FKコペトダグ・アシガバート）でコーチとして指導する。その間、1982年から1988年までトルクメン年代別代表監督として活躍した。
当時、ソビエト連邦では冷戦の中で共産主義陣営に取り込もうと開発途上国に支援を行っており、その一環として指導者の海外派遣を行なっていた。1984年ニポムニシはモスクワスポーツアカデミーに呼ばれた際に海外派遣が決定し、スリナム・チュニジア・アルジェリアなどが候補に上がったが最終的にはカメルーン派遣に決まった。

### カメルーン代表
1988年にカメルーン代表監督に就任。ニポムニシ本人は年代別代表で指導するものと思っていたが、ちょうどA代表監督のクロード・ル・ロワが退いていたため、A代表監督として2年契約している。ル・ロワの下、カメルーンはアフリカネイションズカップ1988で優勝しており、その後のW杯予選および本大会出場を目指して動き始めた。
ニポムニシが監督についた時点で、ル・ロワ監督のもとW杯予選の初戦であるホームアンドラ戦を1-1の引き分けで終わっていた。ニポムニシに交代した後の2試合でガボン・ナイジェリアに1勝1敗、つまり3戦終わって1勝1敗1分と追い込まれた。そこから残り3試合を3連勝で飾り本大会出場を決めた。
W杯前のキャンプ時点で、ニポムニシは年齢的な問題から当時38歳のロジェ・ミラを招集していなかった。練習試合で不調続きであったこともあり、ネイションズカップ優勝にも貢献したミラの招集をカメルーン大統領ポール・ビヤや与党政治家、カメルーンサッカー連盟などが強要したため招集すると、チームは立ち直る。
グループリーグ緒戦でディエゴ・マラドーナやクラウディオ・カニーヒアを擁した前回優勝のアルゼンチン代表を破り(1-0)、その後ミラの活躍もありグループリーグ1位で突破し、W杯の「台風の目」としてアフリカ勢初のW杯ベスト8進出に貢献した。
1990年11月、契約満了に伴い退任する。

### 国外へ
1991年1月から5月の間、中国サッカー協会とテクニカルコンサルタント契約を結ぶ。同年12月ソビエト連邦の崩壊、その後1992年からはトルコ・シュペルリガのクラブチームで監督を歴任した。
その後東アジアに転身、1994年韓国Kリーグ・富川SK（済州ユナイテッドFC）監督に就任する。李乙容・尹晶煥を中心に中盤をパスで支配する攻撃的なサッカーを展開し当時の韓国では珍しいチーム作りを行い、「ニポサッカー(니포 축구)」というサッカー造語まで出来るほど1990年代の韓国サッカー界に衝撃を与えた。1999年から中国スーパーリーグ・瀋陽海獅監督に就任。2000年度中国リーグ最優秀監督。
2001年、Jリーグサンフレッチェ広島の監督に就任。4-3-3を取り入れ、攻撃的なサッカースタイルをとった が、守備練習にほとんど時間を割かなかったため、1stステージでは守備が機能せず低迷し、J2降格の危機に陥った。2ndステージではオレグ・パシニンの加入もあり、相手に合わせて柔軟にシステムを変化させることで攻撃陣が爆発、2ndステージ3位という成績をおさめた。同年末、1年限りで退任する。
2002年、山東魯能監督、その後上海申花監督に転身。2つのクラブでリーグ優勝など数々のタイトルを獲得した。2005年、上海のクラブ上層部と対立したため退任する。

### 旧ソ連圏へ復帰
2006年1月、ウズベキスタン代表及び同国の強豪であるFCパフタコール・タシュケントの2つを兼務する監督として就任する。しかし、AFCチャンピオンズリーグ2006でのグループリーグ敗退により8月にパフタコール監督は解任される。代表監督に専念するも、AFCアジアカップ2007予選では香港を相手に2戦2分と苦戦するなど、最終節まで本選出場が確定できなかった責任を問われ、予選最終節となった11月15日カタール戦後「健康不安のため」という理由により辞任した。
その後はロシアのTVチャンネル「NTV-Plus」のサッカーコメンテーターとして活躍。
2008年9月からロシアサッカー・プレミアリーグのFCトム・トムスク監督に就任、2011年9月成績不振により更迭された。結局トムはこのシーズンにロシア・ナショナル・フットボールリーグ（2部）に降格している。
2012年6月、PFC CSKAモスクワとテクニカルコンサルタントとして契約している。
2014年7月、再び2部に降格したトムはリーグ序盤調子の上がらないためヴァシリ・バスカコフ監督を退かせ、ヴァレリーは監督として復帰した。

## 監督成績
| 年度   | 所属リーグ | 大会名 | 試合数 | 勝点 | 勝利 | 引分 | 敗戦 | 順位 | チーム             |
| ------ | ---------- | ------ | ------ | ---- | ---- | ---- | ---- | ---- | ------------------ |
| 2001年 | J1         | 1st    | 15     | 13   | 5    | 0    | 10   | 13位 | サンフレッチェ広島 |
| 2001年 | J1         | 2nd    | 15     | 24   | 8    | 0    | 7    | 3位  | サンフレッチェ広島 |

## タイトル

### 監督時代
油公エレファンツ / 富川SK
- 韓国リーグカップ:1回（1996）

FCパフタコール・タシュケント
- ウズベキスタン・スーパーリーグ:1回（2006）
- ウズベキスタン・カップ:1回（2006）

個人
- トルクメン・ソビエト社会主義共和国最優秀監督賞:1回（1990）
- レジオン・ドヌール（カメルーン、1990）
- 「韓国サッカーの発展への貢献」賞（1996）
- 中国サッカー協会年間最優秀監督賞:1回（2000）
- 栄誉「トルクメニスタン地域への貢献」（2010）

## 参考資料
- “ЗА ВЫХОД В ЧЕТВЕРТЬФИНАЛ ЧЕМПИОНАТА МИРА Я ПОЛУЧИЛ 700 ДОЛЛАРОВ” (ロシア語).   sport-express.ru (1998年2月26日). 2013年8月24日閲覧。
- “Валерий НЕПОМНЯЩИЙ: "НА УЛИЦЕ ВАЛЕРИ НЕ БЫЛ УЖЕ 16 ЛЕТ"” (ロシア語).   sport-express.ru (2009年7月18日). 2013年8月24日閲覧。
- 新監督は「守りより攻撃」信条 - 2001年1月16日付中国新聞（Internet Archive）